# Plukenetia carabiasiae
Plukenetia carabiasiae är en törelväxtart som beskrevs av J.Jiménez Ram.. Plukenetia carabiasiae ingår i släktet Plukenetia och familjen törelväxter. Inga underarter finns listade i Catalogue of Life.